# Dorstenia
Dorstenia is een geslacht uit de moerbeifamilie (Moraceae) van circa 105 planten, voornamelijk afkomstig uit het Neotropisch en Afrotropisch gebied, met één soort in Zuid-India en Sri Lanka.
Dorstenia is uniek in vergelijking met andere geslachten uit de moerbeifamilie vanwege de sterk uiteenlopende groeiwijzen en levensvormen. In tegenstelling tot andere soorten uit de moerbeifamilie, waarvan de meeste bomen of struiken zijn, bestaat het geslacht Dorstenia grotendeels uit kruidachtige en succulente planten. Maar 10% zijn bomen of struiken. Dorstenia heeft ook opmerkelijke geslachtsorganen die bestaat uit clusters van tweeslachtige bloemen op schijfvormige recipiënten die worden omringd door schutblanden van verschillende afmetingen en vormen.
Zoals de meeste leden van de moerbeifamilie, hebben Dorstenia steenvruchtvormige vruchten, maar een bijzonder kenmerk van de vruchten van Dorstenia is dat ze ontploffen om het zaad te verspreiden. De zaden zijn meestal klein met een minuscule endosperm.
De naam Dorstenia verwijst naar de Duitse arts en botanicus Theodor Dorsten (1492-1552).

## Soorten
- Dorstenia acangatara M.D.M.Vianna, Al.Santos, A.F.P.Machado, Mansano & Romaniuc
- Dorstenia africana (Baill.) C.C.Berg
- Dorstenia afromontana R.E.Fr.
- Dorstenia albertii Carauta, C.Valente & Sucre
- Dorstenia annua Friis & Vollesen
- Dorstenia appendiculata Miq.
- Dorstenia arachniformis Matheka, Malombe, T.Mwadime & Mwachala
- Dorstenia arifolia Lam.
- Dorstenia aristeguietae Cuatrec.
- Dorstenia astyanactis Aké Assi
- Dorstenia bahiensis Klotzsch ex Fisch. & C.A.Mey.
- Dorstenia barnimiana Schweinf.
- Dorstenia barteri Bureau
- Dorstenia belizensis C.C.Berg
- Dorstenia benguellensis Welw.
- Dorstenia bergiana Hijman
- Dorstenia bicaudata Peter
- Dorstenia bonijesu Carauta & C.Valente
- Dorstenia bowmanniana Baker
- Dorstenia brasiliensis Lam.
- Dorstenia brevipetiolata C.C.Berg
- Dorstenia brownii Rendle
- Dorstenia buchananii Engl.
- Dorstenia caatingae R.M.Castro
- Dorstenia caimitensis Urb.
- Dorstenia carautae C.C.Berg
- Dorstenia cayapia Vell.
- Dorstenia choconiana S.Watson
- Dorstenia christenhuszii M.W.Chase & M.F.Fay
- Dorstenia ciliata Engl.
- Dorstenia colombiana Cuatrec.
- Dorstenia conceptionis Carauta
- Dorstenia contensis Carauta & C.C.Berg
- Dorstenia contrajerva L.
- Dorstenia convexa De Wild.
- Dorstenia crenulata C.Wright ex Griseb.
- Dorstenia cuspidata Hochst.
- Dorstenia dinklagei Engl.
- Dorstenia dionga Engl.
- Dorstenia djettii Guillaumet
- Dorstenia dorstenioides (Engl.) Hijman & C.C.Berg
- Dorstenia drakena L.
- Dorstenia elata Gardner
- Dorstenia ellenbeckiana Engl.
- Dorstenia elliptica Bureau
- Dorstenia embergeri Mangenot
- Dorstenia erythrandra C.Wright ex Griseb.
- Dorstenia excentrica Moric.
- Dorstenia fawcettii Urb.
- Dorstenia flagellifera Urb. & Ekman
- Dorstenia foetida (Forssk.) Schweinf.
- Dorstenia gigas Schweinf. ex Balf.f.
- Dorstenia goetzei Engl.
- Dorstenia grazielae Carauta, C.Valente & Sucre
- Dorstenia gypsophila Lavranos
- Dorstenia hildebrandtii Engl.
- Dorstenia hildegardis Carauta, C.Valente & O.M.Barth
- Dorstenia hirta Desv.
- Dorstenia holstii Engl.
- Dorstenia horwoodii Rzepecky
- Dorstenia indica Wight
- Dorstenia involuta Hijman & C.C.Berg
- Dorstenia jamaicensis Britton
- Dorstenia kameruniana Engl.
- Dorstenia lanei R.A.Howard & W.R.Briggs
- Dorstenia lavrani T.A.McCoy & M.Massara
- Dorstenia letestui Pellegr.
- Dorstenia lindeniana Bureau
- Dorstenia luamensis M.E.Leal
- Dorstenia lujae De Wild.
- Dorstenia mannii Hook.f.
- Dorstenia mariae Carauta, J.M.Albuq. & R.M.Castro
- Dorstenia marijan-matokii Eb.Fisch. & Killmann
- Dorstenia milaneziana Carauta, C.Valente & Sucre
- Dorstenia nummularia Urb. & Ekman
- Dorstenia nyungwensis Troupin
- Dorstenia oligogyna (Pellegr.) C.C.Berg
- Dorstenia panamensis C.C.Berg
- Dorstenia paucibracteata De Wild.
- Dorstenia peltata Spreng.
- Dorstenia peruviana C.C.Berg
- Dorstenia petraea C.Wright ex Griseb.
- Dorstenia picta Bureau
- Dorstenia poinsettiifolia Engl.
- Dorstenia prorepens Engl.
- Dorstenia psilurus Welw.
- Dorstenia ramosa (Desv.) Carauta, C.Valente & Sucre
- Dorstenia renulata C.Wright ex Griseb.
- Dorstenia richardii Baill.
- Dorstenia rocana Britton
- Dorstenia roigii Britton
- Dorstenia romaniucii A.F.P.Machado & M.D.M.Vianna
- Dorstenia schliebenii Mildbr.
- Dorstenia setosa Moric.
- Dorstenia socotrana A.G.Mill.
- Dorstenia soerensenii Friis
- Dorstenia solheidii De Wild.
- Dorstenia stellaris Al.Santos & Romaniuc
- Dorstenia subdentata Hijman & C.C.Berg
- Dorstenia subrhombiformis Engl.
- Dorstenia tayloriana Rendle
- Dorstenia tenera Bureau
- Dorstenia tentaculata Fisch. & C.A.Mey.
- Dorstenia tenuiradiata Mildbr.
- Dorstenia tenuis Bonpl. ex Bureau
- Dorstenia tessmannii Engl.
- Dorstenia thikaensis Hijman
- Dorstenia triseriata A.F.P.Machado, Fontella & Carauta
- Dorstenia tuberosa C.Wright ex Griseb.
- Dorstenia turnerifolia Fisch. & C.A.Mey.
- Dorstenia ulugurensis Engl.
- Dorstenia umbricola A.C.Sm.
- Dorstenia urceolata Schott
- Dorstenia uxpanapana C.C.Berg & T.Wendt
- Dorstenia variifolia Engl.
- Dorstenia vivipara Welw.
- Dorstenia warneckei Engl.
- Dorstenia yambuyaensis De Wild.
- Dorstenia yangambiensis J.Léonard
- Dorstenia zambesiaca Hijman
- Dorstenia zanzibarica Oliv.
- Dorstenia zenkeri Engl.

... · 
Antiaris · 
Artocarpus · 
Broussonetia · 
Castilla · 
Dorstenia · 
Ficus · 
Maclura · 
Morus (Moerbei) · 
Streblus · 
...